# Jelena Jelesina
Jelena Borisovna Jelesina (ryska: Елена Борисовна Елесина), född 4 april 1970, Tjeljabinsk, Ryska SSR, Sovjetunionen är en f.d sovjetisk/rysk friidrottare (höjdhoppare).
Jelesina började sin karriär genom att bli tvåa i höjdhopp vid junior-VM 1988. Två år senare blev hon trea vid EM i Split 1990. Hon förbättrade detta vid VM i Tokyo 1991 då hon blev tvåa efter västtyskan Heike Henkel. Hennes främsta merit är från OS 2000 i Sydney då hon vann olympiskt guld på 2,01 en höjd som var bara en centimeter från hennes personliga rekord 2,02 noterat vid en tävling 1990.
Efter framgången vid Olympiska sommarspelen blev hon utslagen i kvalet vid VM 2001. Hennes sista internationella mästerskap var inomhus-VM 2003 där hon blev silvermedaljör. 